# Micranthes hitchcockiana
Micranthes hitchcockiana är en stenbräckeväxtart som först beskrevs av Elvander, och fick sitt nu gällande namn av Luc Brouillet och Gornall. Micranthes hitchcockiana ingår i släktet rosettbräckor, och familjen stenbräckeväxter. Inga underarter finns listade i Catalogue of Life.